# Lísies (general selèucida)
Lísies  (en llatí Lysias, en grec antic Λυσίας "Lysías") fou un general al servei de Seleuc I Nicàtor.
L'any 286 aC, a les ordres del rei selèucida, va ocupar amb els seus homes el passos de les muntanyes Amanos per impedir la fugida de Demetri Poliorcetes, que per aquesta causa va caure finalment en mans de Seleuc.